# Irina Khudoroshkina
Irina Khudoroshkina, née le 13 octobre 1968, est une athlète russe, lanceuse de poids, qui a gagné le bronze aux Jeux olympiques d'Atlanta.
Elle a aussi a été vice-championne d'Europe en salle. Puis en 2004, elle a été suspendue pour dopage jusqu'en avril 2006. 

## Palmarès

### Jeux olympiques
- Jeux olympiques d'été de 1996 à Atlanta ( États-Unis)
  -  Médaille de bronze au lancer du poids

### Championnats d'Europe d'athlétisme
- Championnats d'Europe d'athlétisme de 2006 à Göteborg ( Suède)
  - 6e au lancer du poids

### Championnats d'Europe d'athlétisme en salle
- Championnats d'Europe d'athlétisme en salle de 1996 à Göteborg ( Suède)
  -  Médaille d'argent au lancer du poids